# Metaphidippus carmenensis
Metaphidippus carmenensis is een spinnensoort in de taxonomische indeling van de springspinnen (Salticidae).
Het dier behoort tot het geslacht Metaphidippus. De wetenschappelijke naam van de soort werd voor het eerst geldig gepubliceerd in 1924 door Ralph Vary Chamberlin.